# Little Creek
Little Creek – miasto w Stanach Zjednoczonych, w stanie Delaware, w hrabstwie Kent.